# Kvinnan som smorde Jesus
Kvinnan som smorde Jesus är en psalm vars text är skriven av Sven Aasmundtveit och översatt till svenska av Ylva Eggehorn. Musiken är skriven av Hans Kennemark.
Musikarrangemanget i Psalmer i 2000-talets koralbok är gjort av Gunilla Tornving. 

## Publicerad som
- Nr 863 i Psalmer i 2000-talet under rubriken "Jesus Kristus - människors räddning".